# Самарский государственный медицинский университет
Самарский государственный медицинский университет (сокр. СамГМУ) — государственное высшее медицинское учебное заведение в Самаре.
Осуществляет подготовку гражданских специалистов с высшим медицинским, фармацевтическим, экономическим и гуманитарным образованием от общеобразовательных учебных заведений до докторантуры. Открытию данного вуза предшествовало существование медицинского факультета Самарского государственного университета (1919—1927) при Губернской земской больнице, закрытого из-за отсутствия финансирования. Является материнским вузом для Самарского военно-медицинского института (1999—2006), Университета Реавиз (с 1993).

## История
Вуз основан в 1930 году как Средне-Волжский краевой медицинский институт (1930—1934), далее переименован в Самарский медицинский институт (1934—1935), Куйбышевский медицинский институт (1935—1939). Существенную реорганизацию претерпел в 1939 году, когда на его базе была создана 2-я Куйбышевская военно-медицинская академия (1939—1942). После передислоцирования в Самарканд реорганизован во второй раз в Куйбышевский медицинский институт им. Д. И. Ульянова (1942—1990), далее — Самарский медицинский институт (1990—1992). С 1943 по 1965 год — однофакультетный институт, с 1965 по 1990 год — многофакультетный. В состав преподавателей КМИ-СамГМУ проходили по конкурсу, но не работали известнейшие российские учёные — хирург и клинический анатом В. Ф. Войно-Ясенецкий, микробиолог Н. Ф. Гамалея. Кафедрой акушерства и гинекологии КВМА заведовал основоположник отечественной гинекологии И. Ф. Жордания.
С 2019 года ректором университета является доктор медицинских наук, профессор, заслуженный деятель науки Российской Федерации (2023), профессор РАН Александр Колсанов.

## Структура
В структуру университета входят образовательные институты, научно-исследовательские институты, собственные клиники, научно-образовательные центры, инновационная инфраструктура, научно-исследовательские лаборатории, а также научная медицинская библиотека СамГМУ (фонд свыше 600 тыс. томов), 3 интернет-центра на 120 мест и свыше 20 мультимедиа- и компьютерных классов.
В университете успешно работают 6 диссертационных советов по 15 специальностям. Подготовка научных кадров в аспирантуре и докторантуре проводится по 38 специальностям.
Ежегодно в университете обучаются более 7000 студентов, включая около 350 иностранных. Штат преподавателей — свыше 1500 человек, в том числе 2 академика РАН, 8 заслуженных деятелей науки России, 3 заслуженных работника высшей школы РФ, 19 заслуженных врачей России. В качестве учебных баз используются 5 собственных корпусов и более 35 клинических учреждений города и области.

### Образовательные институты
В университете функционируют 8 образовательных институтов:
- Институт клинической медицины (Лечебное дело)
- Институт педиатрии (Педиатрия)
- Институт стоматологии (Стоматология)
- Институт фармации (Фармация)
- Институт профилактической медицины (Медико-профилактическое дело)
- Институт социально-гуманитарного и цифрового развития медицины (Клиническая психология, Медицинская кибернетика)
- Институт сестринского образования
- Институт профессионального образования

### Научно-исследовательские институты
- НИИ гематологии, трансфузиологии и интенсивной терапии
- НИИ восстановительной медицины и реабилитологии
- НИИ кардиологии
- НИИ бионики и персонифицированной медицины
- НИИ нейронаук

### Инновационная инфраструктура
Инновационная инфраструктура университета включает:
- Институт инновационного развития (создан по решению Ученого Совета и приказу ректора от 14.03.2014)
- Институт цифрового развития

СамГМУ является признанным центром инновационного развития региона. В 2019 году Институту инновационного развития был присвоен статус лидирующего исследовательского центра цифровой экономики в области технологии виртуальной и дополненной реальности.
Ключевые инновационные разработки СамГМУ:
- Интерактивный анатомический стол "Пирогов" – высокодетализированный атлас для работы с трехмерными моделями органов человека в норме и патологии, активно используется в России и за рубежом
- Система хирургической навигации AUTOPLAN – отечественная система планирования и хирургической навигации для предоперационного планирования с использованием технологий дополненной реальности
- Аппаратно-программные комплексы ReviVR и ReviMotion – инновационные системы для реабилитации пациентов с нарушениями двигательной функции после инсульта, травм и других состояний

В малый инновационный пояс университета входят более 40 компаний, из которых 12 созданы с участием СамГМУ. Университет активно сотрудничает с крупными технологическими компаниями, включая предприятия ГК "Ростех".

### Клинические структурные подразделения
Собственные Клиники СамГМУ на 1100 коек являются уникальной площадкой для разработки и внедрения инновационных разработок. На базе клиник работают 24 клинические кафедры, где обучают врачей более чем по 60 специальностям.

### Научно-образовательные центры
- Передовая медицинская инженерная школа
- Международный научно-образовательный центр нейропсихиатрии
- Международный научно-образовательный центр кардиоваскулярной патологии и кардиовизуализации
- Международный научно-образовательный центр «История науки»
- НОПЦ генетических и лабораторных технологий
- Центр клинических исследований
- Научно-образовательный центр «Фармация»
- Химико-фармацевтический кластер СамГМУ
- Учебно-исследовательская лаборатория «Морфология»
- Центр психологии
- Лингвистический центр ИПО
- Центр доказательной медицины
- Центр дистанционных образовательных технологий
- Учебно-исследовательская лаборатория молекулярной биологии
- Региональный центр компетенций по управлению качеством и безопасностью медицинской деятельности

## Международное сотрудничество
СамГМУ имеет широкие академические связи с зарубежными вузами. Университет активно участвует в международных проектах и программах обмена студентами и специалистами. Инновационные разработки университета, включая интерактивный анатомический стол "Пирогов", используются не только в России, но и в Люксембурге, Вьетнаме, странах СНГ. Реабилитационное оборудование СамГМУ установлено также в Казахстане и других странах.

## Рейтинги
- Получил класс «D»[9], в рейтинге высших учебных заведений Содружества Независимых Государств, составленном агентством «Эксперт РА».
- В 2022 году занял 1201—1300 место в Международном рейтинге «Три миссии университета»[10]
- 48 место в рейтинге вузов России по версии РАЭКС, 2022[11]
- Рейтинги вузов RAEX по направлениям подготовки: медицина и здравоохранение — 19 место[12]
- По данным мониторинга Министерства образования и науки РФ, СамГМУ выполняет все показатели эффективности, включая трудоустройство выпускников, научно-исследовательскую и международную деятельность[13].
- В 2017 году Самарский государственный медицинский университет был признан центром инновационного, технологического и социального развития региона по результатам отбора, проведенного Министерством образования и науки Российской Федерации[14].

## Упоминания в художественной литературе
- В книгах Г. Л. Ратнера «Советы молодому хирургу», «Моя профессия — хирург», «Как выйти живым из больницы»
- В очерке Николая Каштанова "Как верёвочке не виться
- В книге Малявина Максима Ивановича «Записки психиатра»